# Vacas (película)
Vacas es una película española dirigida por Julio Medem, estrenada en febrero de 1992. Protagonizada por Carmelo Gómez, Emma Suárez, Ana Torrent y Karra Elejalde, recorre la historia entrelazada de tres generaciones de dos familias vecinas en el País Vasco rural, entre 1875 y 1936. Con claras reminiscencias simbólicas y surrealistas, propias de Buñuel, las vacas se convierten en un símbolo culpable de las bajas pasiones y debilidades de ambas familias a lo largo de su historia.
Primer largometraje de Julio Medem, ganó el Premio Goya al Mejor director novel en 1992. Contó en la dirección artística con la colaboración del reputado pintor Vicente Ameztoy.

## Trama
Capítulo I. El aizkolari cobarde
La historia comienza en 1875, en las trincheras vizcaínas de la tercera guerra carlista. Carmelo Mendiluce se entera en el frente de que su vecino Manuel Irigibel acaba de ser alistado. Manuel tiembla de miedo y Carmelo intenta ayudarle y calmarlo. Entonces, una bala perdida hiere de muerte a Carmelo en el cuello, hecho que aprovecha Manuel para embadurnarse con la sangre de su vecino y fingir haber muerto. Su cuerpo es trasladado con el resto de cadáveres hasta que logra escapar, encontrándose de frente con una vaca llena de moscas que lo ha visto todo.
Capítulo II. Las hachas
La historia continua en 1905. Manuel vive en su caserío de la zona baja, la guerra lo ha dejado cojo, loco y obsesionado con las vacas. Junto a este, habita su hijo Ignacio con su esposa Madalen y sus tres hijas, siendo Cristina su nieta predilecta. En el caserío de la zona alta vive Paulina, la viuda de Carmelo Mendiluce, junto a sus dos hijos, Juan y Catalina. Las dos familias están enemistadas desde el final de la guerra, pues los Mendiluce consideran a Manuel un cobarde, pero Ignacio y Catalina sienten un deseo irrefrenable. El tratante Ilegorri visita a ambas familias para organizar un desafío aizkolaritza en el que Ignacio sale vencedor. Su éxito le lleva a enfrentarse y vencer al Soraluze de Leitza, regresando al caserío con un caballo y una vaca frisona, la Pupille. Esto despierta las envidias y rencores de Juan, quien en medio de una tala, lanza con violencia su hacha hasta la zona de tala de su vecino. Cuando Catalina acude a recogerla, es abordada sexualmente por Ignacio.
Capítulo III. El agujero encendido
La historia continua en 1915, durante la Primera Guerra Mundial. La matriarca de los Mendiluce ha muerto, quedando Juan, Catalina y Peru, el hijo que esta tuvo con Ignacio. Cristina y Peru ayudan a su abuelo Manuel a lanzar animalillos dentro de un profundo tocón hueco para "encender el agujero". Entonces, Ignacio regresa a su caserío como el mejor aizkolari, montado en un coche nuevo y rodeado de periodistas. A la noche, Catalina queda con Ignacio y planean huir con Peru. A su regreso, Catalina es abordada por Juan, quien intenta estrangularla. Por la mañana, Manuel asegura que la Pupille está infectada y la intenta curar en el agujero junto a Cristina y Peru, los cuales están enamorados. Esa misma noche, Manuel envenena a la vaca y le corta las pezuñas con un hacha. Al día siguiente, Peru no encuentra a su madre y acusa a su tío Juan de haberla asesinado. Este lo persigue hasta el agujero, que ahora está cubierto de carne, sangre y moscas. Cuando Juan intenta tirar dentro a su sobrino, aparecen Manuel y Cristina con más restos de la Pupille para alimentar al agujero. Finalmente, Ilegorri se lleva a Peru, pues Ignacio y Catalina han decidido emigrar a América. Peru escribe cartas a Cristina, contándole que es fotógrafo y que ha formado una familia. Esta las lee y las contesta a través de su abuelo Manuel, pero cuando el anciano fallece, Cristina se queda sola y comienza a querer huir.
Capítulo IV. Guerra en el bosque
La historia continua en 1936, al inicio de la guerra civil española. Un Peru adulto regresa al pueblo como reportero de guerra, siendo acogido por Cristina en el caserío de los Irigibel, donde conoce los últimos cuadros pintados por su abuelo, llenos de vacas sangrientas. Cristina también le cuenta que su tío Juan se ha hecho carlista, mientras que la mayoría de los hombres del pueblo forman parte del bando republicano. Esa noche, Cristina se escapa al bosque para yacer con Lucas, el hijo de Ilegorri. A la mañana siguiente, los carlistas se enfrentan en el bosque contra las tropas republicanas del pueblo, acompañadas por Peru y Cristina, que a su vez son protegidos por Lucas. En medio del combate, Lucas es asesinado de un tiro, por lo que los amantes intentan esconderse en la maleza. Un soldado les oye y Peru se entrega para evitar que Cristina sea descubierta. Aunque finge ser un reportero americano, es conducido junto al resto de hombres al pelotón de fusilamiento, viendo por el camino los cuerpos sin vida de muchos de sus vecinos. Entonces, su tío Juan lo reconoce e intercede por él, asegurando que es nieto de carlistas. El pelotón fusila a los demás, incluyendo a Ilegorri, pero deja con vida a Peru. Conmocionado, este se reencuentra con Cristina en el bosque y ambos deciden huir hacia Francia.

## Reparto
El director ilustra la naturaleza cíclica de las conflictivas relaciones entre las familias rivales utilizando a los mismos actores para representar las distintas generaciones de personajes. El actor Carmelo Gómez actúa como Manuel Irigibel en 1875, su hijo Ignacio en 1905 y su nieto Peru Mendiluze en 1936. Kandido Uranga representa a Carmelo Mendiluze en 1875 y a su hijo Juan en el resto de la película. Tanto Karra Elejalde como Ortzi Balda representan a Ilegorri y su hijo Lucas, en distintas épocas, incluso a ambos a la vez en 1936.
| Intérprete            | Personaje               |
| --------------------- | ----------------------- |
| Emma Suárez           | Cristina                |
| Carmelo Gómez         | Manuel / Ignacio / Peru |
| Ana Torrent           | Catalina                |
| Karra Elejalde        | Ilegorri / Lucas        |
| Klara Badiola         | Madalen                 |
| Txema Blasco          | Manuel                  |
| Kandido Uranga        | Carmelo / Juan          |
| Pilar Bardem          | Paulina                 |
| Miguel Ángel García   | Peru                    |
| Ane Sánchez           | Cristina                |
| Magdalena Mikolajczak | Hija                    |
| Enara Azkue           | Hija                    |
| Ortzi Balda           | Ilegorri                |
| Elisabeth Ruiz        | Hermana mayor           |
| Ramón Barea           | Juez                    |
| Aitor Mazo            | Soldado 1               |
| Xavier Aldanondo      | Soldado 2               |
| Carlos Zabala         | Oficial                 |
| Antxon Echeverria     | Carlista 1              |
| Alberto Arizaga       | Carlista 2              |
| Niko Lizeaga          | Carlista 3              |
| Patxi Santamaría      | Periodista 1            |
| José Ramón Soroiz     | Periodista 2            |

## Recepción
Vacas fue bien recibida y supuso un prometedor debut para Julio Medem, su director. La crítica alabó la elección de imágenes. Fue exitosa y ganó aparte del Premio Goya al mejor director debut, premios en los festivales de Tokio, Torino y Alexandria.
En España se puede ver a través de HBO Max y FlixOlé.

## Palmarés cinematográfico
Medallas del Círculo de Escritores Cinematográficos de 1992
| Categoría            | Persona     | Resultado |
| -------------------- | ----------- | --------- |
| Mejor guion original | Julio Medem | Ganador   |

- VII edición de los Premios Goya
  - Premio Goya: Mejor director novel
  - Carmelo Gómez - Manuel/ Ignacio / Peru: Nominado a Premio Goya a la mejor interpretación masculina protagonista